# 阿西棘豆
阿西棘豆（学名：Oxytropis assiensis）为豆科棘豆属下的一个种。